# 弗雷德里克·科普尔斯顿
弗雷德里克·查尔斯·科普尔斯顿（英語：Frederick Charles Copleston；1907年4月10日—1994年2月3日），英国天主教耶稣会神父、哲学家和哲学史学家，以其多卷本著作《哲学史》（1946-1975）而闻名。在媒体上因与伯特兰·罗素在1948年的BBC广播中辩论上帝是否存在而获得一定知名度。次年，他与他的朋友、分析哲学家阿尔弗雷德·朱尔斯·艾耶尔辩论逻辑实证主义和宗教语言的意义。